# Provincia di ʿAyn Defla
La provincia di ʿAyn Defla (in arabo ولاية عين الدفلى‎?, Wilāyat ʿAyn Defla) è una delle 58 province dell'Algeria, formata da 14 distretti e 36 comuni.

## Popolazione
La provincia conta 766.013 abitanti, di cui 388.776 di genere maschile e 377.236 di genere femminile, con un tasso di crescita dal 1998 al 2008 dell'1.5%.

## Distretti
1. 'Ayn Defla
2. Aïn Lechiakh
3. Bathia
4. Borj el-Amir Khaled
5. Boumedfaâ
6. Djendel
7. Djelida
8. El Abadia
9. El Amra
10. El Attaf
11. Hammam Righa
12. Khemis Miliana
13. Miliana
14. Rouina

## Comuni
1. Aïn Bénian
2. Aïn Bouyahia
3. 'Ayn Defla
4. Aïn Lechiakh
5. Aïn Soltane
6. Aïn Torki
7. Arib
8. Barbouche
9. Bathia
10. Bellas
11. Ben Allal
12. Bir Ould Khelifa
13. Bordj Emir Khaled
14. Bouchared
15. Boumedfaâ
16. Djelida
17. Djemaa Ouled Cheikh
18. Djendel
19. El Abadia
20. El Amra
21. El Attaf
22. El Hassania
23. El Maine
24. Hammam Righa
25. Hoceinia
26. Khemis Miliana
27. Mekhatria
28. Miliana
29. Oued Chorfa
30. Oued Djemaa
31. Rouina
32. Sidi Lakhdar
33. Tacheta Zougagha
34. Tárique ibne Ziade
35. Tiberkanine
36. Zeddine